# 에트나산
에트나산(Etna)은 이탈리아 시칠리아섬 동부 메시나와 카타니아 인근의 화산이다.
해발 3,350미터의 유럽에서 가장 높은 활화산이다. 알프스산맥 남부 이탈리아에서 가장 높은 산이기도 하다.
에트나산은 2013년 유네스코 세계유산에 등재되었다.

## 신화
그리스 신화에서는 괴물 티폰이 주신 제우스에 의해 에트나산에 갇혔다. 헤파이스토스의 대장간도 에트나산 아래에 있었다.

## 활동
- 2012년 4월 24일 오전, 용암과 화산재를 분출하며 폭발했다.
- 2020년 12월 13일 19시 20분부터 화산 활동을 진행하다 22시 20분 폭발했다. 용암은 100m 이상, 화산재는 상공 5km까지 치솟았다.

## 미디어
- KBS 1TV : 《걸어서 세계속으로》

## 같이 보기
- 베수비오산